# منزل الأولاد
منزل الأولاد (بالإنجليزية: House of Boys)‏ هو فيلم درامي لوكسمبورغي-ألماني انتج سنة 2009 من كتابة وإخراج جان كلود شليم، وبطولة لايك أندرسون وبين نورثوفر ويودو كيير. يحكي الفيلم قصة فرانك، وهو مراهق مثلي الجنس في الثمانينيات، حين هرب من منزله ليبدأ حياةً جديدة، ثم بعد ذلك تروي كفاحه ضد الإيدز الذي اُكتشِفَ به فيما بعد.

## القصة
فرانك (لايك أندرسون) هو مراهق مثلي الجنس، ينتمي إلى عائلة برجوازية نموذجية في لوكسمبورغ في عام 1984. لأسباب مجهولة، قرر أن يهرب مع صديقه المفضل، ريتا. قررا الإستقرار في أمستردام حيث يبدأ فرانك الاستمتاع بالحياة. عندما تتركه ريتا لتذهب مع حبيبها، لا يبقى فرانك أي مكان يذهب إليه. ذهب إلى منزل عام يسمى «بيت الأولاد» يرقص فيه شباب جذابون، ويقدمون خدمات جنسية للرجال الأكبر سنا. يتم تشغيل المكان من قبل مؤدية غامضة ممثل بلباس امرأة «مدام» (يودو كيير)، التي تأخذ فرانك وتوظفه. في النادي يلتقي أنجيلو، الذي يطمح للتحول جنسي من ذكر إلى أنثى، والتي تجمع المال من أجل عملية إعادة تحديد الجنس. كما يلتقي أيضا جايك (بين نورثوفر)، وهو ممثل مخضرم ومفضل للعملاء، الذي يعتبر نفسه مغايرا. يقع فرانك في حبه، لكنه يناضل بسبب إدعاء جايك المغايرة الجنسية رغم أسلوب حياته بين الرجال. تسرق حبيبة جايك أمواله وتستخدمها لإجراء عملية إجهاض. فيلغي جايك علاقته معها ويجد الراحة في ذراعي فرانك. يدخل جايك في علاقة مع فرانك تبدو لهما أنها تتخطى الجنس السطحي إلى الحب. سرعان ما مرض جايك وطور البقع على جلده. واكتشف أته مصاب بمرض الإيدز. في هذه الأثناء، تشهد أوروبا بداية وباء الإيدز. يحكي بقية الفيلم تدهور حالة جايك ووفاته في نهاية المطاف في حين يتم إغلاق «بيت الأولاد». تظهر مشاهد الختام سفر فرانك إلى المغرب ليشتت رماد جايك فوق البحر.

## الاستقبال النقدي والجوائز
تلقى الفلم ردود فعل متباينة وإيجابية من النقاد. أعطى موقع الطماطم الفاسدة الفيلم نسبة موافقة تبلغ 57% بناءً على 7 تقييات بمتوسط تقييم 7/10.
اتفق المنتقدون على أن الفيلم يبدأ ببطء، لكنه يتطور في وقت لاحق إلى قصة أعمق. أعطته جانيت كاتسوليس من صحيفة نيويورك تايمز الفيلم رد فعل إيجابي، وقالت إنه «ينقل نزاهة عاطفية تتغلب على قدامةِ أسلوبه».
وحصل الفيلم على جائزة أفضل فيلم في حفل جوائز محلي في لوكسمبورغ وعلى جوائز محلية أخرى في لوكسمبورغ.

## وصلات خارجية
- منزل الأولاد على موقع IMDb (الإنجليزية)
- منزل الأولاد على موقع ميتاكريتيك (الإنجليزية)
- منزل الأولاد على موقع روتن توميتوز (الإنجليزية)
- منزل الأولاد على موقع نتفليكس (الإنجليزية)
- منزل الأولاد على موقع ألو سيني (الفرنسية)
- منزل الأولاد على موقع Turner Classic Movies (الإنجليزية)
- منزل الأولاد على موقع أول موفي (الإنجليزية)
- منزل الأولاد على موقع فيلمافينيتي (الإسبانية)
- منزل الأولاد على موقع قاعدة بيانات الفيلم (الإنجليزية)
- منزل الأولاد على موقع ليتربوكسد (الإنجليزية)